# آسيا الوسطى السوفيتية
تُشير جملة آسيا الوسطى السوفيتية إلى القسم من آسيا الوسطى الذي يسيطر عليه الاتحاد السوفيتي رسميًا، إضافةً إلى الفترة الزمنية للإدارة السوفيتية (1918-1991). أعلنت دول آسيا الوسطى السوفيتية استقلالها عام 1991. من حيث المساحة، تُرادف آسيا الوسطى السوفيتية مساحة تركستان الروسية، وهو اسم المنطقة خلال فترة الإمبراطورية الروسية. مرت آسيا الوسطى السوفيتية بعدة تقسيمات مناطقية قبل أن تُوضع الحدود الحالية في عشرينيات وثلاثينيات القرن العشرين.

## التقسيمات الإدارية

### التقسيمات السابقة

#### جمهورية تركستان السوفيتية الاشتراكية الذاتية
بحلول نهاية القرن التاسع عشر، حكم قياصرة روسيا فعليًا معظم المنطقة التي شكلت لاحقًا آسيا الوسطى السوفيتية. ضمت روسيا بحيرة إيسيك كول شمال شرق قيرغستان قبالة الصين في أوائل ستينيات القرن التاسع عشر، وأراضي تركمان وخانية خيوة وإمارة بخارى في النصف الثاني من القرن التاسع عشر.
انبثق الاتحاد السوفيتي من الإمبراطورية الروسية بعد الثورة الروسية عام 1917 والحرب الأهلية الروسية 1918-1921، إذ كان اتحاد الجمهوريات الاشتراكية السوفياتية عبارة عن اتحاد عدة جمهوريات سوفيتية، لكن مجاز روسيا -بعد أن كانت أكبر دولة تأسيسية وبعد هيمنتها على المناطق- استمر استخدامه بشكل شائع في خلال مراحل وجود الدولة. أنشِئت جمهورية تركستان الاشتراكية السوفياتية ذاتية الحكم (جمهورية تركستان الاشتراكية الفيدرالية في البداية) (30 أبريل 1918 - 27 أكتوبر 1924) من تركستان كراي التابع للإمبراطورية الروسية. عاصمتها طشقند، يبلغ عدد سكانها حوالي خمسة ملايين نسمة.
حاولت القوات البريطانية والفارسية لفترة وجيزة الوصول إلى باكو في أذربيجان وميناء كراسنوفودسك التركماني. شهدت بخارى وخيوة وسمرقند وكوكاند ودوشنبه والمقاطعة السابقة عبر بحر قزوين ثورات مناهضة للبلاشفة على مدى السنوات القليلة اللاحقة لإنشاء الدولة.
في عام 1924، قُسمت هذه الجمهورية إلى جمهورية طاجيكستان السوفيتية الاشتراكية ذاتية الحكم (طاجيكستان حاليًا) وجكهورية تركمان السوفيتية الاشتراكية (تركمانستان حاليًا) والجمهورية الأوزبكية السوفيتية الاشتراكية (أوزبكستان حاليًا) وأوبلاست كارا-قيرغيز (قيرغيزستان حاليًا) وأوبلاست كاراكالبك ذاتي الحكم (اكاراكالباكستان حاليًا).

#### جمهورية بخارى السوفيتية الشعبية
في مارس 1918، أبلغ نشطاء الحركة الشبابية البخارية البلاشفة أن البخاريين كانوا مستعدين للثورة وأن الناس ينتظرون التحرير. سار الجيش الأحمر إلى أبواب بخارى وطالب الأمير بتسليم المدينة إلى الشباب البخاريين. وكما أفادت مصادر روسية، رد الأمير بقتل الوفد البلشفي، إلى جانب عدة مئات من السكان الروس في بخارى والمناطق المحيطة بها. لم تدعم غالبية البخاريين الغزو، وهرب الجيش البلشفي غير المجهز وغير المنضبط إلى المعقل السوفييتي في طشقند.
ومع ذلك، فقد حصل الأمير على فترة راحة مؤقتة فقط. مع انتهاء الحرب الأهلية في روسيا، أرسلت موسكو تعزيزات إلى آسيا الوسطى. في 2 سبتمبر 1920، هاجم المدينة جيش جيد التنظيم والتجهيز من قوات الجيش الأحمر تحت قيادة الجنرال البلشفي ميخائيل فرونز. بعد أربعة أيام من القتال، دُمرت قلعة الأمير (القوس)، ورُفع العلم الأحمر من أعلى مئذنة كاليان، واضطر الأمير عليم خان إلى الفرار إلى قاعدته في دوشانبي في شرق بخارى، وأخيرًا إلى كابول في أفغانستان.
أعلن معقل مناهض للبلاشفة في قرية خنجير (تاجير) المسلمة استقلالها بعد ذلك بوقت قصير، لكنه سرعان ما استسلم بعد حصار دام 14 يومًا من قبل الروس والبلاشفة الباخريين. أعيد دمج هذه الجمهورية لاحقًا بسرعة في بخارى الشيوعية.
أُعلنت جمهورية بخارى الشعبية في 8 أكتوبر 1920 تحت حكم فايز الله خوجاييف. كانت الإطاحة بالأمير هي الدافع لثورة البسماشي، وهي تمرد مناهض لروسيا. في عام 1922، سيطرت البسماشي على معظم أراضي الجمهورية المحيطة بمدينة بخارى. طهر جوزيف ستالين في وقت لاحق ونفى العديد من شعب بخارى المحلي وكذلك معظم الجالية اليهودية المحلية من جمهورية بخارى السوفيتية السابقة.
قبل قيام دولة إسرائيل، كان اليهود البخاريون من أكثر المجتمعات اليهودية عزلة في العالم.

#### جمهورية خورزم السوفيتية الشعبية والجمهورية السوفيتية الاشتراكية
أنشئت جمهورية خورزم السوفيتية الشعبية كخليفة لخانات خوارزم في فبراير 1920 وأعلنت رسميًا في 26 أبريل 1920. في 20 أكتوبر 1923، تحولت خوارزم إلى جمهورية سوفيتية اشتراكية. بقيت جمهورية خوارزم السوفيتية الاشتراكية حتى 17 فبراير 1925، عندما قُسمت بين الجمهورية الأوزبكية السوفيتية الاشتراكية، والجمهورية التركمانية السوفيتية الاشتراكية واوبلاست كاراكالبك ذاتي الحكم كجزء من إعادة تنظيم آسيا الوسطى من قبل موسكو وفقًا للجنسيات.

#### أوبلاست كارا-قرغيز ذاتي الحكم
أنشئ أوبلاست كارا قيرغيز المستقلة في 14 أكتوبر 1924 ضمن جمهورية روسيا الاتحادية الاشتراكية من الأجزاء الكازاخستانية والقيرغيزية من جمهورية تركستان الاشتراكية السوفيتية ذات الحكم الذاتي. في 15 مايو 1925 أعيدت تسمية الأوبلاست إلى أوبلاست قيرغيزستان ذاتي الحكم. في 11 فبراير 1926، أعيد تنظيم الأوبلاست ليصبح جمهورية قيرغيز الاشتراكية السوفيتية ذاتية الحكم. في 5 ديسمبر 1936، أصبحت جمهورية قيرغيز الاشتراكية السوفياتية إحدى الجمهوريات المكونة للاتحاد السوفياتي.

#### أوبلاست كاركالباك ذاتي الحكم
أنشئ اوبلاست كاراكالباك ذاتي الحكم في 19 فبراير 1925 عن طريق فصل أراضي كاراكالباك الإثنية عن جمهورية تركستان الاشتراكية السوفياتية ذات الحكم الذاتي والجمهورية خورزم السوفيتية الشعبية.
وقع الأوبلاست بدايةً داخل جمهورية كازاخستان الاشتراكية السوفياتية المستقلة، ونُقل إلى جمهورية روسيا الاتحادية الاشتراكية السوفياتية من 20 يوليو 1930 إلى 20 مارس 1932، وفي ذلك الوقت رُفِّع ليصبح جمهورية كاراكالباك الاشتراكية السوفياتية المستقلة. انضمت جمهورية كاراكالباك الاشتراكية السوفياتية المستقلة إلى الجمهورية الأوزبكية السوفيتية الاشتراكية في 5 ديسمبر 1936.

#### جمهورية كازاخ السوفيتية الاشتراكية ذاتية الحكم
كانت جمهورية كازاخ السوفيتية الاشتراكية ذاتية الحكم جمهوريةً ذاتية الحكم تابعة للاتحاد السوفياتي. أصبحت جمهورية كازاخستان الاشتراكية السوفياتية في 5 ديسمبر 1936.
كان اسمها الأصلي جمهورية قيرغيز الاشتراكية السوفياتية المستقلة. أسست هذه الجمهورية في 26 أغسطس 1920، وكانت جزءًا من جمهورية روسيا الاتحادية الاشتراكية السوفياتية.
في عام 1925 تغير اسمها إلى جمهورية كازاخستان الاشتراكية السوفياتية ذاتية الحكم. في عام 1929 عُينت مدينة ألماتي (ألما آتا) عاصمة لهذه الجمهورية.

### الجمهوريات السوفيتية

#### كازاخستان
تأسست الجمهورية الاشتراكية السوفياتية الكازاخستانية، والمعروفة أيضًا باسم كازاخستان، في 5 ديسمبر 1936. كانت تسمى في البداية (جمهورية قيرغيز الاشتراكية السوفياتية المستقلة) وكانت جزءًا من جمهورية روسيا الاشتراكية الاتحادية. في 15-19 أبريل 1925، أعيدت تسميتها لتصبح جمهورية كازاخستان الاشتراكية السوفيتية ذاتية الحكم وفي 5 ديسمبر 1936 أصبحت تسمى جمهورية كازاخستان الاشتراكية السوفيتية في ذروة فعل ترسيم الحدود الوطنية في الاتحاد السوفيتي. خلال خمسينيات وستينيات القرن الماضي، حُثَّ المواطنون السوفييت على الاستقرار في الأراضي العذراء للجمهورية الاشتراكية السوفياتية الكازاخستانية. شوه تدفق المهاجرين (معظمهم من الروس والأوكرانيين، ولكن أيضًا بعض الأقليات العرقية التي أعيد توطينها قسرًا، مثل الفولغا والألمان والشيشان) المزيج العرقي وأصبح غير الكازاخستانيين أكبر من عدد السكان الأصليين. حرم هذا التدفق الكازاخستانيين من الكثير من المراعي، ما زاد من صعوبة الحفاظ على طريقة الحياة البدوية. تطورت الصناعة، وخاصة التعدين. بدأت الثقافة الروسية والأوروبية في التأثير على المجتمع الكازاخستاني.
في عام 1924، تغيرت حدود الوحدات السياسية في آسيا الوسطى على أسس عرقية حددها مفوض لينين للجنسيات، جوزيف ستالين. ألغيت جمهورية تركستان الاشتراكية السوفيتية ذاتية الحكم وجمهورية بخارى الشعبية وجمهورية خورزم الشعبية وقُسمت أراضيهم إلى خمس جمهوريات اشتراكية سوفيتية منفصلة، إحداها كانت الجمهورية الأوزبكية الاشتراكية السوفيتية. في العام التالي أصبحت جمهورية أوزبكستان الاشتراكية السوفياتية إحدى جمهوريات الاتحاد السوفياتي.
تُعد ألماتي أكبر مدينة في كازاخستان، ويبلغ عدد سكانها 1,226,000 (وفق إحصائية 1 أغسطس 2005). كانت المجموعات العرقية في تعداد عام 2003: الكازاخستانية 43.6% والروسية 40.2% والأويغور 5.7% والتتار 2.1% والكورية 1.8% والأوكرانية 1.7% والألمانية 0.7%.